# Tatort: Wofür es sich zu leben lohnt
Wofür es sich zu leben lohnt ist ein Fernsehfilm aus der Krimireihe Tatort. Der vom Südwestrundfunk gemeinsam mit dem Schweizer Radio und Fernsehen produzierte Beitrag ist die 1002. Tatort-Episode und wurde am 4. Dezember 2016 im Ersten Programm der ARD erstgesendet. Das Konstanzer Ermittlerduo Klara Blum und Kai Perlmann ermittelt seinen 31. und zugleich letzten Fall.

## Handlung
Am schweizerischen Bodenseeufer wird ein Leichnam gefunden, der in einem geschmückten Boot angespült wurde. Matteo Lüthi von der Kantonspolizei Thurgau wird informiert und nimmt die Ermittlungen auf. Nicht nur das Boot, sondern auch das Opfer stammt aus Deutschland, weswegen Lüthi die deutsche Polizei kontaktiert. Dort muss Kommissarin Blum, die gerade aus dem Krankenhaus zurückgekehrt ist (sie selbst deklariert es nach außen als Urlaub), entsetzt feststellen, dass das Polizeirevier totalsaniert wird und sie vorübergehend keinen richtigen Arbeitsplatz mehr hat. So kommt ihr der Fall aus der Schweiz ganz recht. Nach den ersten Erkenntnissen handelt es sich bei dem Opfer um den fremdenfeindlichen Politiker Josef Krist, der an diversen Schnittverletzungen langsam verblutet ist und wohl recht lange leiden musste. Mit seinen provokanten Reden hatte er sich viele Feinde gemacht, und einer davon wollte Krist wohl leiden sehen, dass er ihm so einen Tod beschert hat.
Matteo Lüthi und Kai Perlmann verhören die Witwe, während Klara Blum sich auf den Weg zu einer Gärtnerei begibt, denn bei dem Toten wurden Blüten der Kleinblütigen Bergminze gefunden, die im Freiland derzeit nicht blüht. Blum gerät bei ihrer Suche an eine Wohngemeinschaft älterer Damen, die früher eine Gärtnerei betrieben hatten und heute nur noch zu ihrem Spaß ein paar wenige Pflanzen pflegen. Die Kleinblütige Bergminze ist sogar mit dabei. Die drei Damen Catharina, Margarethe und Isolde wirken auf die Kommissarin sehr undurchsichtig, ziehen sie aber gleichzeitig in ihren Bann. Sie sucht sie in den folgenden Tagen wiederholt auf und kommt allmählich hinter ihr Geheimnis: Alle drei kennen sich seit der Schulzeit und haben sich jetzt im hohen Alter wiedergefunden. Von Matteo Lüthi wurde Blum darauf aufmerksam gemacht, dass es in einem Fall, an dem er gerade arbeitet, eine Verbindung zu Margarethe gibt, die nach dem Tod ihres Sohnes hier zu den beiden anderen gestoßen ist. Bei Lüthis Fall geht es um den Bauunternehmer und Anlagebetrüger Mayer, der vergiftet wurde. Lüthi verdächtigte bislang die junge Witwe, ihren Mann umgebracht zu haben, konnte ihr die Tat aber nicht beweisen. Nach ihrer Darstellung war es Selbstmord, da er den Konkurs seiner Firma nicht verkraftet hat. Einige seiner Mitarbeiter und auch involvierte Anlageberater hatte der drohende Konkurs bereits in den Tod getrieben, was ihn zusätzlich belastet habe. Margarethes Sohn war einer dieser Anlageberater.
Um die Angelegenheit zu klären, begibt sich Klara Blum allein zu den drei Damen. Doch diesmal wird sie nicht, wie sonst gewohnt, freundlich empfangen, sondern mit einer Waffe bedroht und in einen Käfig gesperrt. Das Trio hat nämlich gerade den Textilfabrikanten Maximilian Heinrich in ihre Gewalt gebracht. Er steht in der Kritik der Medien, nachdem in Bangladesch über 200 Menschen beim Brand einer Textilmanufaktur ums Leben gekommen sind. Billigproduktion im Ausland zu Lasten der Sicherheit war schon einmal in der Vergangenheit ein Thema der Öffentlichkeit, aber nichts war damals geschehen. Deshalb nehmen die alten Damen die Gerechtigkeit nun in ihre Hände. Heinrich beschwert sich, dass er ihnen doch nichts getan habe, doch Isolde erklärt ihm: Seinetwegen, Mayers, und Krists sei die Welt nicht mehr zu ertragen. Er sei reich geworden auf der Asche der verbrannten Arbeiter. Mit permanenten kleinen Messerstichen quälen sie ihren Gefangenen und hoffen, dass er im Angesicht des nahenden Todes etwas Einsicht zeigen werde. Blum versucht die Frauen zum Aufgeben zu bewegen, doch sie sehen sich als diejenigen, die dafür sorgen müssen, dass die Welt „nicht kippt“. Es gelingt der Kommissarin, an ihre Waffe zu gelangen, und sie will einen Warnschuss abgeben. Doch trifft sie dabei Catharina. Daraufhin bringen die anderen beiden die Angeschossene in ein Boot, rudern alle gemeinsam auf den Bodensee hinaus und zünden es dann an, um sich damit auch selbst zu richten.
Zurück bleibt die ratlose Klara Blum, die von Perlmann und Lüthi aus ihrem Käfig befreit wird. Maximilian Heinrich überlebt die Tortur und wird in eine Klinik gebracht.
Kai Perlmann hat seit dem Urlaub von Klara Blum das Gefühl, sie nicht mehr zu verstehen. Er ahnt, dass sie gar nicht verreist war, sondern im Krankenhaus, was sie verändert zu haben scheint. Matteo Lüthi gegenüber hatte sie zugegeben, bereits zwei Infarkte gehabt zu haben. Um den Rest ihres Lebens genießen zu können, verabschiedet sie sich aus Konstanz und fährt mit ihrem Auto davon.

## Hintergrund
Wofür es sich zu leben lohnt wurde vom 11. November 2015 bis zum 11. Dezember 2015 in Baden-Baden, Konstanz, im Schweizer Kanton Thurgau und auf der Insel Reichenau im Bodensee gedreht. Die Premiere fand am 13. Mai 2016 beim SWR Sommerfestival auf dem Stuttgarter Schloßplatz statt.
Mit dieser Episode verabschiedet sich das Ermittlerteam aus Konstanz, was bereits vor zwei Jahren bekannt gegeben wurde: „Nach 14 erfolgreichen gemeinsamen Jahren der beiden großartigen Schauspieler und des Senders mit dem Tatort aus Konstanz werden wir uns dann von ihm verabschieden.“
Mit Eva Mattes, Hanna Schygulla, Margit Carstensen und Irm Herrmann stehen in dieser Episode vier Musen Rainer Werner Fassbinders erstmals seit ihrem letzten gemeinsamen Auftritt in Die bitteren Tränen der Petra von Kant (1972) zusammen vor der Kamera.

### Soundtrack
- Cold Song: Sting
- Cold Song: Klaus Nomi
- Troy: Sinéad O’Connor
- King Arthur or The British Worthy: Balthasar-Neumann-Ensemble
- Cold Song: Nanette Scriba

## Rezeption

### Kritiken
„Seltsam und verrätselt sind die Fälle, mit denen Klara Blum, Kai Perlmann und Matteo Lüthi befasst sind, doch ob sie zusammenhängen, wird vielleicht niemand je erfahren. Es geht um das Wesen der Welt und die Zigarette davor, es geht um den Sturz von Königen und das Recht der Schwächeren, es geht ums Ganze und es geht Klara ans Herz. Am Ende ist alles anders und nichts entschieden. Nur der Abschied.“

„Der SWR schickt seine Konstanzer Kommissarin mit einer sehenswerten poetischen Parabel in den Ruhestand: Klara Blum erfährt, dass sie schwer herzkrank ist, und ermittelt bei ihrer Suche nach dem Mörder eines Rechtspopulisten gewissermaßen auf Abruf. Die Begegnung mit drei ebenso faszinierenden wie mysteriösen alten Frauen öffnet ihr die Augen für das Wesentliche.“

„Metaphorik und Sinnhuberei ist schwer angesagt, wer einen zackigen TV-Krimi erwartet, wird enttäuscht. Hier wird eher philosophisches Theater mit den Mitteln des Fernsehens geboten. Draußen die böse Welt in Form von rücksichtslosen Rechtspolitikern, Immobilienhaien und skrupellosen Fabrikanten, die Menschen in den Entwicklungsländern ausbeuten und mit den kapitalistisch agglomerierten Reichtümern hierzulande in riesigen Villen am See leben, drinnen enttäuschte Idealisten, sensible Menschen, die das Gute wollen und halt doch in Konstanz wohnen müssen.“

„Der von Aelrun Goette (‚Die Kinder sind tot‘) nun sehr auf die Eins inszenierte Rächerinnen-Krimi ist da ein rabaukiges Abschiedsgeschenk. Es wird sogar noch die Internationale gesummt, ganz leise nur, aber immerhin. Großes Frauen-Theater, Männer starren hier nur erschrocken von draußen durch den Schlitz im Vorhang. Wenn sie nicht eh schon tot sind.“

„Klara Blum war immer eine sperrige Kommissarin, die es dem Zuschauer nicht leicht machte, sie zu mögen. Gleiches gilt für ihren Kollegen Perlmann. Früher rieben sich die beiden in politischen Diskussionen, heute feinden sie sich meist ohne ersichtlichen Grund an – was beim Publikum die Nerven strapaziert. Zu oft gaben sich die Konstanzer keine Mühe, den Zuschauer abzuholen. […] Es gibt viel zu viele Nebenschauplätze und Storys – aber keine von ihnen wird richtig verfolgt. Manche Szenen scheinen nachträglich speziell für die Gaststars geschrieben worden zu sein, bringen die Handlung aber nicht voran. Insgesamt ist der Krimi schlicht nicht spannend genug, um als Zuschauer am Ball zu bleiben. Schade.“

### Einschaltquoten
Die Erstausstrahlung von Wofür es sich zu leben lohnt am 4. Dezember 2016 wurde in Deutschland von 8,86 Millionen Zuschauern gesehen und erreichte einen Marktanteil von 24,3 Prozent für Das Erste.